# Colegiul Dobrogean „Spiru Haret”
Colegiul Național „Spiru Haret” este cea mai veche instituție de învățământ liceal din județul Tulcea. Instituția a fost înființată la data de 14 noiembrie 1883 ca „Gimnaziul Real de Băieți” din Tulcea, pentru ca la 1 septembrie 1897 gimnaziul real de băieți se transformă în liceu.

## Publicații ale colegiului
- Revista "Aspirații", publicație de opinie, cultură, informație și divertisment a elevilor colegiului[2].

## Absolvenți notabili ai colegiului
- Constantin I. Brătescu, geograf;
- Traian Coșovei, scriitor născut în 1921, Somova, județul Tulcea[3][4][5];
- Tora Vasilescu, actriță[6][7];
- Mioara Avram, lingvist;
- Nicolae Cornățeanu, inginer agronom și profesor universitar doctor;
- Sergiu Gh. Condrea, inginer, specialist în domeniul telecomunicațiilor;
- Gheorghe Nedioglu, filolog, profesor de limba română și latină;
- Oreste Tafrali (1876-1937), istoric, bizantinolog, profesor universitar doctor, scriitor;
- Ștefan Ilie, primar al municipiului Tulcea (2020-prezent).[necesită citare]